# Departamento Comandante Fernández
Das Departamento Comandante Fernández liegt im Zentrum der Provinz Chaco im Nordwesten Argentiniens und ist eine von 25 Verwaltungseinheiten der Provinz.
Es grenzt im Norden an das Departamento Maipú, im Osten an das Departamento Quitilipi, im Süden an die Departamentos San Lorenzo und O’Higgins und im Westen an das Departamento Independencia.
Die Hauptstadt des Departamento Comandante Fernández ist Presidencia Roque Sáenz Peña. Sie liegt 100 Kilometer von der Provinzhauptstadt Resistencia entfernt und 1.120 Kilometer von Buenos Aires.

## Bevölkerung
Nach Schätzungen des INDEC stieg Bevölkerungszahl von 88.164 Einwohnern (2001) auf 91.300 Einwohner im Jahre 2005.

## Städte und Gemeinden
Das Departamento Comandante Fernández ist in folgende Gemeinden aufgeteilt:
- Presidencia Roque Sáenz Peña